# 광주 부용정
부용정(芙蓉亭)은 광주광역시 남구 칠석동에 있는 조선시대의 건축물이다. 1990년 11월 15일 광주광역시의 문화재자료 제13호로 지정되었다.

## 개요
고려 말ㆍ조선 초 김문발(金文發,1359~1418)이 세운 정자이다.
“부용”은 송(宋)의 주돈이(周敦離)가「애련설(愛蓮設)」에서 연꽃을 꽃 중의 군자라고 칭송하였던 것에서 따온 것이다. 김문발은 고려말과 조선초의 왜구 토벌에 공을 세웠고 전라 감사ㆍ황해도관찰사ㆍ형조 참판 등을 지냈다. 관직에서 물러나 부용정을 중심으로 여씨(呂氏)의 남전향약(藍田鄕約)과 주자(朱子)의 백록동규약(白鹿洞規約)을 따라 시행하며 풍속의 교화에 힘썼는데 이것이 광주 향약좌목(鄕約座牧)의 유래가 되었다.
정자 안에는 양응정(梁應鼎)ㆍ고경명(高敬命)ㆍ이안눌(李安訥) 등의 시가 걸려 있으며 주변에는 김문발이 심었다는 은행나무가 있다.

## 같이 보기
- 광주 칠석동 은행나무 - 광주광역시 기념물 제10호

## 참고 자료
- 부용정 - 국가유산청 국가유산포털